# Burmeister & Wain
Burmeister & Wain était un grand chantier naval danois bien établi et un important producteur de moteurs diesel dont le siège se trouve à Copenhague, au Danemark. Fondé par deux Danois et un Anglais, ses origines remontent à 1846. Au cours de ses 150 ans d'histoire, il s'est développé avec succès pour devenir une entreprise solide jusqu'à la fin des années 1960. Dans les années 1970, les pressions de la concurrence mondiale, en particulier de l'Extrême-Orient, ont commencé à se faire sentir. En 1980, B&W est devenue MAN B&W Diesel A/S, qui fait partie du groupe MAN B&W Diesel, une filiale de la société allemande MAN AG, présente dans le monde entier. L'entreprise est toujours présente sur trois sites principaux au Danemark pour la fabrication, l'entretien et la concession de licences de ses moteurs à deux temps et de ses systèmes de propulsion complets.

## Historique

### Création de l'entreprise
En 1843, Hans Heinrich Baumgarten, âgé de 37 ans, fonde un atelier de mécanique dans la Købmagergade, au centre de Copenhague. Baumgarten est originaire du duché de Holstein, où il a grandi dans une petite ferme du village de Halstenbek, près de Pinneberg. Il a d'abord suivi une formation de charpentier et c'est dans ce métier qu'il a travaillé après son arrivée à Copenhague en 1828. Mais après un long séjour à l'étranger en 1832-39, il devient constructeur de machines et, à son retour à Copenhague en 1839, il est employé comme maître machiniste à la Berlingske Bogtrykkeri, puis à la Jernstøber Lunds Maskinværksted dans la Nørre Farimagsgade. En février 1843, il fonde sa propre entreprise et, en 1846, s'associe avec Carl Christian Burmeister, qui est un peu plus jeune que lui. À cette occasion, l'activité mécanique s'enrichit d'une plus grande fonderie de fer, l'entreprise est rebaptisée Baumgarten & Burmeister et déménage à Overgaden neden Vandet à Christianshavn. Dans les années qui suivent, l'entreprise se développe rapidement et fortement, livrant la première machine à vapeur autoproduite en 1848, et construisant en 1854 le premier navire, S/S Hermod, commandé par le Service danois des postes et télégraphes.
En 1861, Baumgarten choisit de quitter l'entreprise et, quelques années plus tard, Carl Burmeister s'associe avec William Wain, un Anglais, directeur adjoint du Navy Yard, et l'entreprise prend le nom de Burmeister & Wain.